# Doliolida
Doliolida é uma ordem de animais marinhos planctónicos da classe Thaliacea do subfilo Tunicata, de corpo sub-cilíndrico gelatinoso, tipicamente com 1–2 cm de comprimento, dotado de dois sifões, um em cada extremo, e oito ou nove fibras musculares circulares que formam anéis semelhantes aos aros de um barril. As espécies que integram esta ordem são semelhantes às salpas e aos pirossomas, agrupamentos taxonómicos com os quais apresentam uma relação filogenética próxima. Apresentam distribuição natural quase exclusivamente confinada à águas quentes oceânicas das regiões tropicais.

## Descrição
Como os restantes tunicados, as espécies que integram a ordem Doliolida são filtradores, mas ao contrário da ordem Ascidiacea, com a qual são aparentados, são de flutuação livre, não exibindo qualquer fase séssil durante o seu ciclo de vida (no que se assemelham à ordem Larvacea).
Alimentam-se forçando um fluxo de água através do corpo, do qual recolhem o plâncton de que se alimentam. Utilizando os anéis musculares, forçam a água a mover-se através do corpo, ejectando-a pelo sifão situado na parte posterior, originando um jacto que serve como forma de propulsão do animal, muito à semelhança de minúsculo ramjet. Este sistema permite grande eficiência na propulsão, permitindo que os Doliolida se desloquem de forma muito rápida.
Os Doliolida apresentam um ciclo de vida complexo, que inclui gerações sexuadas e assexuadas. Apresentam distribuição natural quase exclusivamente confinada à águas quentes oceânicas das regiões tropicais, embora algumas espécies ocorrem tanto ao norte da Califórnia.
As bases de dados taxonómicos Catalogue of Life e Dyntaxa permitem construir o seguinte cladograma:
| Doliolida | \| \| Doliolidae \| \| \| \| \| \| Doliopsidae \| \| \| \| \| \| Doliopsoididae \| \| \| \| \| \| Paradoliopsidae \| \| \| \| |
|           | \| \| Doliolidae \| \| \| \| \| \| Doliopsidae \| \| \| \| \| \| Doliopsoididae \| \| \| \| \| \| Paradoliopsidae \| \| \| \| |
|           | Pyrosomida |
|           | |
|           | Salpida |
|           | |
|           | Doliolidae |
|           | |
|           | Doliopsidae |
|           | |
|           | Doliopsoididae |
|           | |
|           | Paradoliopsidae |
|           | |

|  | Doliolidae      |
|  |                 |
|  | Doliopsidae     |
|  |                 |
|  | Doliopsoididae  |
|  |                 |
|  | Paradoliopsidae |
|  |                 |

A espécie Dolioletta gegenbauri é predada pelo copépode Sappharina nigromaculata que perfura o corpo das suas presas, penetra a cavidade corporal e ingere os tecidos internos.

## Ciclo de vida
Os membros da ordem Doliolida alternam entre gerações sexuadas e assexuadas. A geração sexual consiste de indivíduos, cada um deles com gónadas femininas ou masculinas, apresentando oito anéis musculares. Estes indivíduos recebem a designação de gonozóoides. Os ovos fertilizados produzem indivíduos ligeiramente diferentes, com nove anéis musculares, sem gónadas, mas com duas hastes salientes: a mais curta, no lado ventral, a mais longa do lado dorsal do bordo do sifão posterior. Estes indivíduos assexuados produzem um número surpreendente de progénie madura, incluindo indiferentemente zoóides sexuados e assexuados, em três "gerações" sequenciais.
Os adultos assexuados produzem por brotos por gemulação na extremidade da haste ventral. Cada broto é constituídos por um agregado de algumas dezenas de células, que crescem e se diferenciam em novos zoóides.
Embora produzidos na haste ventral, os brotos crescem e amadurecem na haste dorsal, sendo uma peculiaridade da reprodução dos doliolídeos a maneira como chegam ao seu lugar de crescimento: os brotos, que não apresentam motilidade, são transportados por células especiais, designadas por forócitos (literalmente "células portadoras"), em forma de ameba. Cada broto é transportado por vários forócitos, que seguem um caminho bem definido ao longo do corpo do progenitor, desde a haste ventral, onde os brotos se formam, descrevendo uma espiral ao longo do lado esquerdo do da cavidade corporal, entrando pela base da haste dorsal e subindo pelo seu interior até à zona terminal, onde ocorre o crescimento e amadurecimento dos brotos.
Os primeiros brotos crescem em pares instalados de ambos os lados da haste dorsal (o talo dorsal), maturando em zoóides não muito diferentes do progenitor, cada um ligado à haste dorsal deste pela sua própria haste dorsal. Estes zoóides diferem do adulto pelos seus sifões de admissão, que são muito mais amplos do que o sifão da parte traseira, levando a que o indivíduo, em vez de ter a forma de barril típica dos adultos, tenha a forma de uma colher. À medida que crescem, os zoóides em forma de colher passam a fornecer comida para toda a colónia através de uma circulação linfática comum que se faz ao longo de duas cavidades cheias de hemolinfa que se estendem desde a cavidade corporal do progenitor e ao longo de todo o comprimento da haste dorsal deste até à haste de cada descendente. À medida que esta primeira geração cresce, o papel de alimentação do progenitor é gradualmente diminuído, e quando a nutrição da colónia passa a ser fornecida totalmente pelos novos zoóides, o progenitor perde a maior parte dos seus órgãos, tornando-se um agente puramente gerador e de propulsão, arrastando atrás de si os seus descendentes, que formam uma estrutura em forma de cacho em torno da haste dorsal.
À medida que a haste dorsal cresce e mais zoóides se formam ao longo dos seus lados, os forócitos começam a instalar uma segunda "geração" de brotos em duas novas filas instaladas entre as primeiras duas, no lado dorsal da haste. Estes novos brotos desenvolvem-se em zoóides assexuais, que são mais pequenos mas em forma de barril como o progenitor, ficando ligados a este pelas hastes ventrais. Estes indivíduos são desprovidos de haste dorsal. Devido à sua função posterior, os membros desta "geração" são designados por forozoóides, literalmente "zoóides transportadores".
Finalmente, quando as duas filas de forozoóides na haste dorsal do progenitor estão totalmente preenchidas e os primeiros forozoóides estão suficientemente desenvolvidos, os forócitos começam a instalar brotos nas hastes dos forozoóides enquanto estes ainda estão ligados à colónia principal. Apenas esta terceira "geração" de brotos eventualmente se desenvolve em gonozoóides - a geração sexuada.
À medida que os forozoóides maturam, as suas hastes desprendem-se da haste do progenitor, e afastam-se nadando isoladamente, levando consigo os novos gonozoóides nas suas hastes. O progenitor e a sua bateria de zoóides alimentadores continuam activos até que todos os forozoóides ("transportadores") se autonomizem, e quando isso acontece toda a colónia remanescente degenera e morre. Os forozoóides mantêm-se activos enquanto os gonozoóides nas suas hastes não maturam e se destacam. Quando isso acontece, por sua vez degeneram e morrem.
Os gonozoóides que se destacam do forozoóide passam a nadar livremente, acasalam e produzem ovos fertilizados dos quais surge uma nova geração de zoóides assexuados, e o ciclo repete-se. O número total de zoóides produzidos por uma única colónia progenitora (ou «nurse colony») pode atingir dezenas de milhar de novos zoóides, um crescimento explosivo pouco usual no mundo animal.